# Ferrières, Manche

Ferrières este o comună în departamentul Manche, Franța. În 1 ianuarie 2018 avea o populație de 50 de locuitori.